# Гвадо (Лоди)
Гвадо је насеље у Италији у округу Лоди, региону Ломбардија.
Према процени из 2011. у насељу је живело 21 становника. Насеље се налази на надморској висини од 85 м.